# Força Aèria Siriana
La Força Aèria Siriana (en àrab: القوات الجوية العربية السورية) (Al Quwwat al-Jawwiyah al Arabiya as-Souriya) és la força aèria de les Forces Armades Sirianes. Es va fundar en 1948, els sistemes de defensa aèria en terra s'agrupen sota la Força de Defensa Aèria Siriana, que divideix tant de la Força Aèria i l'Exèrcit sirià.

## Història
La fi de la Segona Guerra Mundial va conduir a la retirada de la Regne Unit i França d'Orient Mitjà, que incloïa el país àrab. La Força Aèria siriana va ser establerta en 1948, després de la graduació del primer grup de pilots sirians en escoles d'aviació britànics. Els seus avions van participar en combat durant les guerres amb Israel de 1948, 1967 i 1973.
Durant la guerra entre àrabs i israelianes en 1948 participació, la força aèria siriana havia limitat, la realització d'atemptats contra les forces i els assentaments israelians.
A la fi del 1950, amb l'intent de crear la República Àrab Unida, que unificaria sirians i egipcis en una sola nació, va haver-hi un creixement significatiu d'avions militars i la unió no va durar molt temps, i l'ascens al poder de Partit Baath amb Hafez al-Assad, Síria va començar a buscar membres de la Pacte de Varsòvia d'assistència, establint llaços més estrets amb la Unió Soviètica. La influència dels soviètics es va mantenir fort en la força aèria siriana, la qual cosa reflecteix el paper clau exercit per la URSS en la seva modernització i expansió en les dècades de 1960 i 1970. En Guerra dels Sis Dies, els sirians va perdre dos terços dels seus avions, amb la resta de tornar a les bases en zones remotes de Síria. Això, al seu torn, va ajudar a Forces de Defensa d'Israel per derrotar l'exèrcit sirià, i va conduir a l'ocupació d'Alts del Golán.
En 1973, el Guerra de Yom Kipur, no va ser un èxit inicial de Síria i Egipte, encara que de nou la Força Aèria d'Israel han estat baixa en Aire va sofrir. Les forces aèries Egípcia i Síria, juntament amb les seves defenses antiaèries van derrocar 114 avions de guerra israeliana durant el conflicte, amb la pèrdua d'al voltant de 442 dels seus, incloent dotzenes que van morir accidentalment per les seves pròpies bateries de míssils terra-aire. Durant la Guerra de Líban de 1982, va causar un sever cop per força Aèria de Síria, amb més d'un centenar d'avions i desenes de bateries míssils de defensa aèria està perdent. Durant les dècades restants de 1980 i 1990, la Força Aèria Siriana van lluitar per mantenir els seus avions operatiu i proporcionar hores de vol suficient per als pilots. A causa de la caiguda de la Unió Soviètica, va sofrir un altre revés, que va interrompre el flux d'equips.

## Aeronaus
| Aeronau                          | Imatge                           | Origen                           | Tipus                                 | Versió                                | Unitats en actiu                              | Notes al peu i referències                               |
| Avions de caça/combat/bombardeig | Avions de caça/combat/bombardeig | Avions de caça/combat/bombardeig | Avions de caça/combat/bombardeig      | Avions de caça/combat/bombardeig      | Avions de caça/combat/bombardeig              | Avions de caça/combat/bombardeig                         |
| -------------------------------- | -------------------------------- | -------------------------------- | ------------------------------------- | ------------------------------------- | --------------------------------------------- | -------------------------------------------------------- |
| Mikoian-Gurévitx MiG-29          |                                  | Rússia                           | Caça polivalent                       | MiG-29                                | entre 18 i 32 unitats 32 unitats originalment |                                                          |
| Mikoian-Gurévitx MiG-25          |                                  | Rússia                           | Caça interceptor i de reconeixement   | MiG-25                                | entre 4 i 10 en condicions òptimes            | Tots en reserva                                          |
| Sukhoi Su-24                     |                                  | Rússia                           | Avió d'atac a terra                   | Su-24MK                               | 20                                            |                                                          |
| Mikoian-Gurévitx MiG-23          |                                  | Rússia                           | Caça bombarder                        | MiG-23BN                              | de 18 a 42 unitats                            | Molts MiG-23 s'han perdut o capturats en la Guerra civil |
| Mikoian-Gurévitx MiG-21          |                                  | Rússia                           | Avió de caça                          | MiG-21                                | menys de 80 en servei                         | 140 originalment                                         |
| Sukhoi Su-17                     |                                  | Rússia                           | Caça bombarder                        | Su-22                                 | 50                                            |                                                          |
| Total Caces                      | Menys de 234                     | Menys de 234                     | Menys de 234                          | Menys de 234                          | Menys de 234                                  | Menys de 234                                             |
| Avions d'entrenament             |                                  |                                  |                                       |                                       |                                               |                                                          |
| L-39 Albatros                    |                                  | Txèquia                          | Entrenador jet avançat i atac lleuger | L-39ZO                                | ~40                                           |                                                          |
| Iàkovlev Iak-130 Mitten          |                                  | Rússia                           | Avió d'entrenament i atac a terra     | 0                                     | Contractats 36 avions en 2016                 |                                                          |
| Helicòpters                      |                                  |                                  |                                       |                                       |                                               |                                                          |
| Mil Mi-24                        |                                  | Rússia                           | Helicòpter d'atac i transport         | 15                                    |                                               |                                                          |
| Mil Mi-28                        |                                  | Rússia                           | Helicòpter d'atac                     | 10                                    |                                               |                                                          |
| Mil Mi-24                        |                                  | Rússia                           | Helicòpter d'atac i transport         | 33                                    |                                               |                                                          |
| Mil Mi-8                         |                                  | Rússia                           | Helicòpter de transport               | Menys de 60 unitats en servei en 2017 | 130 abans de la Guerra                        |                                                          |